# Maxime Pauty
Maxime Dimitir Pauty (Clamart, 20 giugno 1993) è uno schermidore francese, specializzato nel fioretto.

## Biografia
Ha rappresentato la Francia ai Giochi olimpici estivi di Tokyo 2020, vincendo la medaglia d'oro nel fioretto a squadre con Julien Mertine, Enzo Lefort e Erwann Le Péchoux. Nel torneo individuale è stato eliminato ai sedicesimi dal giapponese Kyosuke Matsuyama.

## Palmarès
- Giochi olimpici

Tokyo 2020: oro nel fioretto a squadre.
Parigi 2024: bronzo nel fioretto a squadre.
- Mondiali

Budapest 2019: argento nel fioretto a squadre.
Tbilisi 2025: bronzo nel fioretto individuale.
- Europei

Düsseldorf 2019: oro nel fioretto a squadre.
Basilea 2024: oro nel fioretto a squadre, bronzo nel fioretto individuale.
Genova 2025: argento nel fioretto a squadre.
- Giochi europei

Cracovia 2023: argento nel fioretto a squadre.